# أنليس بياركهامار
أنليس بياركهامار Annlis Bjarkhamar (ولدت في 20 يناير 1974 في فاغور) هي وزيرة للثقافة في حكومة جزر فارو بين عامي 2002-2003 ومتطوعة اجتماعية ومعلمة وسياسية عن حزب الجمهوريين من جزر فارو التابعة لمملكة الدنمارك.

## العمل المهني والسياسي
إشتغلت كمعلمة بديلة بين عامي 1996-1997، وكمنشطة راديو بين عامي 1997-2000 ومدرسة بديلة في مدرسة في تورشافن 2001-2002. تدربت في وقت لاحق كمدرس، واعتبارا من عام 2008، عملت كمستشارة للتعاون بين المدارس والخدمات الاجتماعية والشرطة. وأنشأت في عام 2010، حملة المساعدة في عيد الميلاد بالتعاون مع حكومة جزر فارو وذلك بتقديم الهدايا للعائلات والأطفال الفقيرة. وأخبرت وسائل الإعلام أن الحملة قدمت مساعدة ل1984 عائلة و3924 طفلا في السنوات الخمس من 2010 إلى 2014، وبأن قيمة المساعدة تقدر ب4.8 مليون كرونة دنماركية.
كانت وزيرة للثقافة في حكومة جزر فارو بين عامي 2002-2003.

## الحياة الخاصة
أنليس بياركهامار مثلية الجنس. وتعيش مع شريكتها سونيا يوغفانسدوتير، وهي عضوة مستقلة في برلمان جزر فارو منذ سبتمبر 2015.